# Strepsinoma croesusalis
Strepsinoma croesusalis là một loài bướm đêm trong họ Crambidae.